# سلیمان میناسیان
سلیمان میناسیان (ارمنی: Սողոմոն Մինասեան؛ انگلیسی: Solomon Minassian) فیلمبردار سینما ارمنی‌تبار اهل ایران است.

## زندگی‌نامه
در سال ۱۹۳۱ میلادی) (۱۳۱۰ خورشیدی) در رشت به دنیا آمد. او برادر بزرگتر هراند میناسیان، است.
سلیمان فعالیت سینمایی‌اش را از ۱۹۵۸ (۱۳۳۷) به عنوان دستیار فیلم‌بردار و سپس فیلم‌بردار فیلم‌های کوتاه مستند و تبلیغاتی آغاز کرد. با پیوستن به «سازمان فیلم گلستان» نخستین تجربه‌اش را در فیلم موج، مرجان، خارا (ابراهیم گلستان، ۱۳۳۷) به عنوان دستیار فیلم‌بردار به دست آورد. پس از آن در بسیاری از آثار مستند تولیدشده در استودیو گلستان، از جمله فیلم درخشان «خشت و آِینه» (۱۳۴۳) ساخته گلستان به عنوان فیلم‌بردار، با وی کار کرد. میناسیان همچنین فیلمبردار فیلم مستند خانه سیاه است (۱۳۴۱) ساخته فروغ فرخزاد است. مستندهای خراب‌آباد (۱۳۴۰)، خواستگاری (۱۳۴۱)، تپه‌های مارلیک (۱۳۴۲)، خرمن و بذر، گنجینه‌های گوهر (هر دو ۱۳۴۴) برخی از آثار فیلم‌برداری شده توسط میناسیان هستند. میناسیان بعد از جدایی از استودیو گلستان، به کمک برادرش هراند، شرکت تولید فیلم تبلیغاتی خود با نام «چاپلین فیلم» تأسیس کرد. آنها در سال ۱۹۷۰ (۱۳۴۹) نخستین فیلم سینمایی خود را با نام طلوع به‌طور مشترک تهیه و کارگردانی کردند که فیلم‌برداری آن به عهده سلیمان میناسیان بود. آنها فیلم دیگری هم ساختند به نام فریاد (۱۳۵۰). میناسیان همچنین فیلمبردار فیلم مستند «قره کلیسا» ساخته آربی اوانسیان بود. میناسیان به خاطر فیلم‌برداری طلوع موفق شد در نخستین جشنواره فیلم‌های سینمایی ایران برندهٔ پلاک طلا شود و در سومین جشنوارهٔ سپاس ۱۹۷۱ (۱۳۵۰) نیز جایزهٔ بهترین فیلم‌برداری رنگی را به دست آورد. میناسیان در ۱۹۸۰ (۱۳۵۹) به انگلستان مهاجرت کرد.او در آنجا مشغول فعالیت در کار آزاد شد. میناسیان در سال ۱۹۸۸ (۱۳۶۷) به ایران بازگشت و کوشش کرد در ایران فیلم‌های تبلیغاتی بسازد اما تلاش اش ناکام ماند و در سال ۱۹۹۳ (۱۳۷۲) مجدداً به انگلستان بازگشت.و از آن زمان تا امروز در لندن زندگی می‌کند. او مدتی هم به نقاشی پرتره پرداخت. میناسیان چند سال قبل دچار سکته مغزی شد و بعد از آن تحرک اش را از دست داد. در سال ۲۰۰۶ (۱۳۸۵) پرویز جاهد، نویسنده و فیلمساز ایرانی، فیلم مستندی دربارهٔ زندگی و فعالیت‌های سینمایی میناسیان ساخت با عنوان «سلیمان میناسیان، مردی با دوربین فیلمبرداری.»